# 12701 Chénier
12701 Chénier là một tiểu hành tinh vành đai chính với chu kỳ quỹ đạo là 1301.6418259 ngày (3.56 năm). It có vận tốc quỹ đạo trung bình là 19.4977796 km/s.
Nó được phát hiện ngày 15 tháng 4 năm 1990 ở Đài thiên văn Nam Âu.
Nó được đặt theo tên André Chénier, một nhà thơ Pháp.